# 木造氏
木造氏・木造家（こづくりし、きづくりし、こづくりけ、きづくりけ）は、日本の氏族の一つ。村上源氏中院流北畠家庶流の公家、武家。伊勢国一志郡木造庄に木造城を築いて木造御所（こづくりごしょ）を称した。京都においては油小路に屋敷を構えたことから、油小路殿（あぶらのこうじどの）とも呼ばれた。

## 歴史

### 木造御所の時代
南北朝時代に南朝に仕えて伊勢国司として同国に勢力を張った北畠顕能の子顕俊・俊通父子が、一志郡木造庄に居住したのを起源とする。俊通が子を儲けずに早世したため、北畠顕泰の養子となっていた顕俊の子・北畠俊泰（のち俊康に改名）が戻って木造御所の家号を継承した。
室町時代には、北畠氏の庶家でありながら、宗家と同格の待遇を室町幕府や朝廷から受け、応仁の乱の際は宗家と刃を交えている。戦国時代に入ると政宗、俊茂、具康のもとで戸木城や川北城を築城し、北畠宗家と共に長野工藤氏と抗争した。
織田信長の伊勢侵攻が行われた頃には、宗家北畠具教の実弟である木造具政が養子に入って木造御所を継承していた。具政は当初織田氏に対抗したが、家臣柘植保重および一族出身の僧侶・源浄院（のち還俗して滝川雄利を称する）の薦めによって信長の調略に応じ、木造氏は織田氏に仕えることになった。
織田信長が北畠氏を屈服させ、信長の次男・茶筅丸（信雄）が北畠家を継ぐと、木造具政の嫡男長政は信雄の家臣となり、小牧・長久手の戦い等で戦功を重ねた。信雄が豊臣秀吉によって改易された後は、信長の嫡孫である岐阜城主織田秀信に家老として仕え、美濃国に2万5千石を領した。

### 江戸時代以降
慶長5年（1600年）、関ヶ原の戦いにおいて織田秀信は西軍についたため、関が原の前哨戦となる岐阜城の戦いで東軍の攻撃を受けた。木造長政は主君秀信に東軍につくよう進言したが容れられず、織田軍の大将として奮戦したものの、敗れて岐阜城は落城した。攻め手の東軍の武将である福島正則は長政を評価して召抱え、福島家の広島藩で1万9千石が与えられた。
後に福島正則が改易されると肥後国加藤家に仕えるが、加藤家も改易されるとそのまま肥後国の新領主となった細川氏に仕えて1000石を給され、長重、長之と続いた。
『寛政重修諸家譜』によると、木造具政の義弟（具康の子）とされる木造具次が織田信雄に仕え、その子俊宣が江戸幕府に召しだされて旗本として続いた。なお、具政の娘は織田信雄に嫁ぎ、信良（上野小幡藩主、織田信長の孫）を生んだ。信良の子孫は女系で続き、現在の皇室に繋がる。
また、木造家の出である滝川雄利は、滝川一益から滝川（瀧川）姓を与えられて織田信雄、豊臣秀吉に仕え、関が原の戦いの後、下総国片野藩2万石を領した。片野藩は雄利の子・正利に嗣子なく2代で廃藩となるが、家名は娘婿の利貞が継いで幕臣となり、幕末まで続いた。幕末には、大目付滝川具挙、幕府陸軍伝習隊の滝川具綏、明治時代の海軍少将滝川具和の父子を輩出し、それぞれ、鳥羽・伏見の戦い、箱館戦争・西南戦争、日清戦争・日露戦争で重責を担った。

## 歴代当主
1. 木造顕俊
2. 木造俊通
3. 木造俊康
4. 木造持康
5. 木造教親
6. 木造政宗
7. 木造俊茂
8. 木造具康
9. 木造具政
10. 木造長政

## 系譜
系図は諸本による異同が多い。例としては、
木造長政と木造具康の関係
『寛政重修諸家譜』ほか多くの系図は別人とするが、『木造氏系図』では同一人物とされる。
木造具政の養父
『寛政重修諸家譜』では先代当主である具康の養子とするが、『系図纂要』は俊茂の養子、具康の養弟としている。
滝川雄利の出自
『寛永諸家系図伝』の木造氏系図では具康の娘、星合氏系図では俊茂の娘と北畠氏家臣・柘植三郎兵衛の間の子とし、滝川氏系図では具康の子とする。また、『寛政重修諸家譜』の編纂時に滝川家が提出した家譜では、雄利は具政（北畠宗家からの養子）の三男で母は俊茂の娘としていた。さらに、『系図纂要』では俊茂の子になっている。